# Melchior Vulpius
Melchior Vulpius (Wasungen, 1570 – Weimar, 1615) è stato un musicista tedesco.
Dopo aver studiato a Spira, ottenne un posto da docente a Schleusingen nel 1589. Divenuto cantore di Weimar nel 1596, è celebre soprattutto per le sue Cantiones Sacrae (1602).